# وادي قنطان
قنطان هو وادي في سفح جبل مومة، يقع شمال تنومة بني شهر،على مقربة من مدينة النماص في منطقة عسير بالمنطقة الجنوبية الغربية للمملكة العربية السعودية يشتهر الوادي بمناظرة الخلابة.حيث اتخذ سكانها من الجبال مدرجات زراعية منذ القدم, كما تتواجد في الوادي معالم تاريخية تتمثل ب " حصن الشدنة و " حصن زهوان" الذي يوجد قرية آل عمر , وكان يستخدم في الحروب لتخزين الشعير والذرة والمؤن بصفة عامة  ويعتبر واديا كبيرا يوجد به العديد من القرى المختلفة إ يضم حوالي عشرة قرى ومن قرى الوادي: آل بو علي ،الصدرة، مشرف، وال سلام، ال بيضان، و ال عمر، مليح، ال عامر، وغالبه.
يصل عدد السكان المتواجدون بالوادي حوالي أكثر من ألف نسمة ويطلق عليه اسم الوادي المنسي و ذلك نظرا لعدم الاهتمام بزيارته من قبل العديد من الأهالي و سكان المدينة

## أجمل المعالم التاريخية فيه
من أجمل المعالم التاريخية في هذا الوادي التي يصل عمرها لأكثر من 250 عام تقريبًا هو حصن الشدنة الذي يمكن مشاهدته أثناء تواجدك في منطقة مليح من الخط العام و يقال أنه كان موطن لفتاة كانت ترعى الغنم و لكن بعد موت هذه السيدة قد تم هجر الحصن، و من أجمل المعالم أيضًا هو حصن زهوان الذي يوجد في قرية آل عمر حيث يمكن مشاهدته من الشارع العام حيث يصل طوله إلى حوالي 20 متر تقريبًا، يطل الوادي على سفح جبل مومة من الغرب على تهامة ومن الشرق على وادي قنطان ومنطقة مليح و منطقة المتن أيضا ,و من الجهة الشمالية يوجد وادي الغر و روس شري أما من الجهة الجنوبية فإنه يوجد منطقة شعف آل سودة . ويمتاز بمناظره الخلابة واعتدال المناخ فيه.